# Osredek, Velike Lašče
Osredek je naselje v Občini Velike Lašče.